# Fernando Adarraga Elizarán
Fernando Adarraga Elizarán (1936 - 1975) fou un atleta basc nascut a Hernani (Guipúscoa).
Fou campió d'Espanya de salto amb perxa el 1959 i va tenir el record d'Espanya en aquesta especialitat amb 4,20 metres, que va aconseguir en els I Jocs Iberoamericans de Santiago de Xile, l'octubre de 1960, quan va quedar segon obtenint medalla de plata.
Era germà de tres altres atletes destacats: José Luis, Juan Bautista i Bernardino.